# Santa Rita do Araguaia
Santa Rita do Araguaia é um município brasileiro do estado de Goiás. Possui 5 842 habitantes, e está localizado na Região Geográfica Intermediária de Rio Verde e na Região Geográfica Imediata de Jataí-Mineiros.

## História
A história do município iniciou-se em 1850, quando o desbravador José Manoel Vilela, que possuía terras em Jataí, adquiriu mais terras até o rio Araguaia. Em 1854, doou partes de suas terras para o Patrimônio da Paróquia de Santa Rita dos Impossíveis, terra esta que hoje se localiza em Caiapônia.
O restante da fazenda foi vendido às famílias Vigilato Rodrigues Luciano e Manoel Fernandes Pereira, que por sua vez doou partes das terras a Zeca Ferreira. A Igreja dividiu suas terras, e começou a colonizar o local, e outorgou a José Manoel Salgueiro o título de fabriqueiro. Com um incêndio no cartório do local, houve a destruição dos documentos, ocasionando possivelmente algumas renegociações e Zeca, no dia 5 de setembro de 1919, ratificou a doação no Cartório do Primeiro Oficio João Coutinho, em Goiás Velho. Em 1920, José Manoel já praticava na fazenda o comércio de alimentos e produtos gerais, e nas redondezas deste comércio cresceu um povoado, que posteriormente foi elevado a vila.
De 1911 a 1943, foi distrito de Mineiro, com nome de Santa Rita do Araguaia, tendo sido renomeado para Ivapé neste ano. Em 1953, por força da Lei Estadual 806, foi elevado a categoria de município, consistindo até hoje apeans do distrito sede.

## Demografia
Santa Rita do Araguaia possui 5 842 habitantes, dos quais 2 935 são homens e 2 989 mulheres. No Censo de 2010, 8 456 pessoas se declararam católicas, sendo 2 ortodoxas e o restante apostólicos romanos. 1 300 se declararam evangélicos, 108 espíritas, 588 sem religião e 64 de outras religiões. Se declararam brancas 2 207 pessoas, 648 se declararam pretas, 22 amarelas, 3044 pardas e 0 indígenas.

## Geografia
A cidade está localizada na Região Geográfica Intermediária de Rio Verde, especificamente na Região Geográfica Imediata de Jataí-Mineiros, possuindo 1 357,159 km², destes sendo 2,92 km² urbanizados. Pertence ao bioma do cerrado. Fica a 425 km da capital, Goiânia, e faz divisa com o estado de Mato Grosso.
O principal acesso para o município é pela BR-364, que liga o município a Jataí pelo lado goiano e Rondonópolis no Mato Grosso.

## Educação
A cidade possui 6 estabelecimentos de ensino, sendo 4 escolas de ensino fundamental e duas de ensino médio. No ensino fundamental, há 45 docentes e 614 alunos matriculados, e no ensino médio, são 29 docentes para 302 alunos matriculados. A taxa de escolarização da cidade dos 6 aos 14 anos é de 94,3%, sendo o Censo de 2010.